# Star Wars: X-wing (serie di romanzi)
Star Wars: X-wing è una serie di dieci romanzi facente parte dell'Universo espanso di Guerre stellari. La serie è stata concepita e iniziata da Michael A. Stackpole, mentre Aaron Allston vi ha contribuito con cinque romanzi. I primi nove volumi sono stati pubblicati dal 1996 al 1999 da Bantam Books e l'ultimo è stato edito da Del Rey Books nel 2012.
X-wing segue le avventure delle squadre di piloti della Nuova Repubblica, Rogue Squadron e Wraith Squadron, negli anni successivi alla battaglia di Endor.

## Creazione e sviluppo
In seguito al successo riscontrato dal videogioco Star Wars: X-Wing e della serie che ne conseguì, la Bantam Books, che all'epoca deteneva i diritti per la pubblicazione dei romanzi di Guerre stellari, cominciò a sondare la possibilità di trasporre le avventure dei piloti della Repubblica Galattica in formato cartaceo. Michael A. Stackpole, che aveva esperienza con franchise già avviati e come scrittore di storie di guerra, venne contattato per scrivere i romanzi. Stackpole incontrò Lucy Wilson e Sue Rostoni della Lucas Licensing per discutere della storia e della sua collocazione nella continuity dell'Universo espanso, e da loro ottenne il suggerimento di adottare come personaggio principale Wedge Antilles, una figura minore nei film ma che aveva raccolto una sua schiera di appassionati per essere riuscito a sopravvivere all'intera trilogia originale. Per prepararsi al lavoro, l'autore trascorse molte ore a giocare al videogioco Star Wars: X-Wing e fece ricerche approfondite su aviatori e combattimenti aerei.
La pubblicazione del primo romanzo, Rogue Squadron, venne preceduta nel 1995 dall'uscita del fumetto Star Wars: X-wing della Dark Horse Comics, scritto dallo stesso Stackpole in collaborazione con Mike Baron e ambientato alcuni anni prima della serie di romanzi. Al termine della pubblicazione dei quattro titoli previsti, la serie si rivelò un successo inaspettato, e la Bantam estese il contratto di Stackpole per un quinto romanzo da scrivere dopo Io, Jedi, commissionando nel frattempo ad Aaron Allston la scrittura tre titoli per X-wing. Allston introdusse una nuova squadra di piloti, il Wraith Squadron, e nuove avventure collegate ad altre opere dell'Universo espanso. Gli ultimi due romanzi, Starfighters of Adumar e Mercy Kill, scritti sempre da Allston, sono ambientati anni dopo gli eventi dei primi romanzi e raccontano storie autoconclusive.

## Opere
1. Rogue Squadron di Michael A. Stackpole (1996)
2. Wedge's Gamble di Michael A. Stackpole (1996)
3. The Krytos Trap di Michael A. Stackpole (1996)
4. The Bacta War di Michael A. Stackpole (1997)
5. Wraith Squadron di Aaron Allston (1998)
6. Iron Fist di Aaron Allston (1998)
7. Solo Command di Aaron Allston (1999)
8. Isard's Revenge di Michael A. Stackpole (1999)
9. Starfighters of Adumar di Aaron Allston (1999)
10. Mercy Kill di Aaron Allston (2012)

## Accoglienza
La serie X-wing ha ottenuto una grande popolarità — con Rogue Squadron e Wedge's Gamble che sono comparsi nella New York Times best seller list — ed è considerato uno dei prodotti migliori dell'Universo espanso di Guerre stellari. I romanzi della serie mostrarono per la prima volta che nella galassia di Guerre stellari era possibile esplorare storie che non ruotavano intorno agli eroi ricorrenti della saga, e incorporarono un nuovo senso di realismo nella descrizione delle tattiche e operazioni effettuate dai piloti, che fecero da apripista a opere successive della serie.